# Omul cu ricșa (film din 1958)
Omul cu ricșa (無法松の一生 Muhōmatsu no isshō?, în traducere „Viața nelegiuitului Matsu”) este un film japonez color din 1958, regizat de Hiroshi Inagaki și cu Toshirō Mifune în rolul principal. Acest film, al cărui scenariu este inspirat din romanul Tomishima Matsugorō den („Legenda lui Matsugorō Tomishima”) al lui Shunsaku Iwashita, este un remake omonim al unui film alb-negru din 1943, regizat tot de Inagaki pentru compania Daiei. Rolul principal a fost interpretat în filmul original de actorul Tsumasaburō Bandō.
Acțiunea filmului are loc în Japonia la sfârșitul secolului al XIX-lea și începutul secolului al XX-lea. Filmul prezintă povestea lui Matsugoro, un trăgător de ricșă, interpretat de Toshirō Mifune, care devine tată surogat pentru copilul unei văduve interpretate de Hideko Takamine.
Omul cu ricșa a câștigat trofeul Leul de Aur la Festivalul Internațional de Film de la Veneția în septembrie 1958.

## Rezumat
Matsugoro, un bărbat analfabet și sărac, lucrează ca trăgător de ricșă în orașul Kokura de pe insula Kyushu la sfârșitul secolului al XIX-lea. Datorită muncii sale grele în aer liber, a ajuns să aibă un corp musculos, mișcări instinctive și un ten bronzat și este cunoscut în localitate ca „Matsu cel sălbatic”. Cu toate acestea, vivacitatea și optimismul său l-au făcut să fie o persoană îndrăgită în cadrul comunității. Potrivit tradiției, trăgătorii de ricșă au intrarea gratuită la spectacolele de teatru, dar într-una din zile un angajat al teatrului refuză să-l lase pe Matsu să intre în sală. Făcând cumva rost de un bilet pentru spectatorii de clasa I, Matsugoro intră în sala de spectacole și provoacă o încăierare; scandalul este mediat de înțeleptul negustor Yuki, care rămâne impresionat de scuzele sincere oferite de Matsu.
În anul victoriei japoneze în Războiul Ruso-Japonez (1904–1905) Matsugoro ajută un băiat rănit în timp ce încerca să se cațere într-un copac și îl duce acasă și apoi la medic. Părinții copilului (căpitanul Kotaro Yoshioka și soția lui, Yoshiko) încearcă să-l răsplătească, dar Matsu refuză. În perioada următoare familia Yoshioka apelează de câteva ori la serviciile lui Matsugoro pentru a-l duce la medic pe micul Toshio, iar „omul cu ricșa” devine un apropiat al familiei. La scurtă vreme după această întâmplare căpitanul se îmbolnăvește din cauza unei răceli contractate în timpul manevrelor militare și moare pe neașteptate.
Rămasă văduvă, Yoshiko este îngrijorată acum că micul Toshio nu este la fel de puternic fizic și psihic ca tatăl său și îl roagă pe Matsugoro să preia sarcina de tată surogat al copilului. Femeia nu se recăsătorește și își dedică timpul băiatului ei. Copilul îl admiră la început pe Matsu pentru forța și curajul lui și învață multe de la el. Cu timpul, Matsu ajunge să-l considere pe Toshio ca propriul său copil și se îndrăgostește de Yoshiko, dar nu-și dezvăluie sentimentele, fiind conștient de diferența de clasă dintre ei. Această diferență socială devine tot mai vizibilă pe măsură ce Toshio crește și își găsește noi prieteni. Băiatul începe astfel să se rușineze de compania lui Matsu și are pretenția ca „omul cu ricșa” să i se adreseze cu apelativul „Yoshioka-san” (dl. Yoshioka), mâhnindu-l profund pe acesta.
După ce Toshio pleacă la studii la Universitatea din Kumamoto Matsugoro devine tot mai singur și începe din nou să bea, neafirmându-și nimănui sentimentele pe care le nutrește pentru văduva Yoshioka. Atunci când Toshio vine acasă în vacanța de vară, însoțit de un profesor, pentru a asista la Festivalul Gion, Matsugoro apare în mijlocul orașului și începe să cânte la o tobă mare, încântând sutele de spectatori care credeau că nu mai este nimeni capabil să cânte în stilul tradițional. După această reprezentație de măiestrie, capătă un pic de curaj și își dezvăluie sentimentele față de Yoshiko, dar se retrage dezgustat de el și iese din casă. Femeia află abia acum cât de mult au însemnat ultimii zece ani pentru Matsugoro, dar nu face nimic, iar cei doi nu se vor mai revedea niciodată. Bătrânul Matsu bea tot mai mult pe măsură ce trece timpul, iar într-o zi de iarnă rătăcește cu inima zdrobită pe străzile orașului și, după ce cade în zăpadă, moare. Prin voia sa toți banii pe care i-a economisit în decursul timpului (o sumă de aproximativ 500 de yeni) revin văduvei și fiului ei, iar întreaga comunitate îl plânge pentru bunătatea pe care a dovedit-o.

## Distribuție
- Toshirō Mifune — Matsugoro (Matsu), un trăgător de ricșă analfabet și sărac[17][18]
- Hideko Takamine — Yoshiko Yoshioka, văduva căpitanului Yoshioka[17][18]
- Hiroshi Akutagawa — cpt. Kotaro Yoshioka, soțul lui Yoshiko și tatăl lui Toshio[18][19]
- Chishū Ryū — mediatorul Shigezo Yuki, negustor înstărit și înțelept din cartierul unde locuiește Matsu[17][18]
- Chōko Iida — bătrâna Otora, proprietara hanului[8][18]
- Haruo Tanaka — Kumakichi (Kuma), prietenul lui Matsugoro[8][18]
- Jun Tatara — vânzătorul de bilete de la teatru[8][18]
- Kenji Kasahara — Toshio Yoshioka adult[17][18]
- Kaoru Matsumoto — Toshio Yoshioka copil[17][18]
- Nobuo Nakamura — fratele lui Yoshiko[8][18]
- Ichirō Arishima — negustorul ambulant aflat în vizită la Matsugoro[8][18]
- Chieko Nakakita — cumnata lui Yoshiko[8][18]
- Seiji Miyaguchi — maestrul spadasin de la poliția din Wakamatsu[8][18]
- Bokuzen Hidari — crâșmarul[8][18]
- Kokuten Kōdō — bătrânul orașului care recunoaște sunetul tobelor[8][18]
- Yoshio Tsuchiya — profesorul de la Universitatea din Kumamoto[8][18]
- Kichijirō Ueda — furnizorul de tăiței al hanului[8][18]
- Yoshio Kosugi — tatăl lui Matsugoro[18][20]
- Ikio Sawamura — client plimbat cu ricșa[8][18]
- Senkichi Ōmura — slujitorul mut de la han[8][18]
- Yoshio Inaba — polițistul[21][22]
- Minosuke Yamada — generalul Yasukata Oku, comandantul Armatei a II-a[21]

## Producție
În anii 1950 și 1960 cineastul Hiroshi Inagaki a realizat o serie de remake-uri color după unele filme mai vechi: cele trei filme Musashi Miyamoto din 1940 au fost refăcute în perioada 1954-1956, Omul cu ricșa din 1943 a fost refăcut în 1958, iar Sasaki Kojirō din 1950 a fost refăcut în 1967. Scenariul filmului Omul cu ricșa, scris de Mansaku Itami împreună cu Inagaki, a fost inspirat din romanul Tomishima Matsugorō den („Legenda lui Matsugorō Tomishima”) al lui Shunsaku Iwashita.

### Filmul original

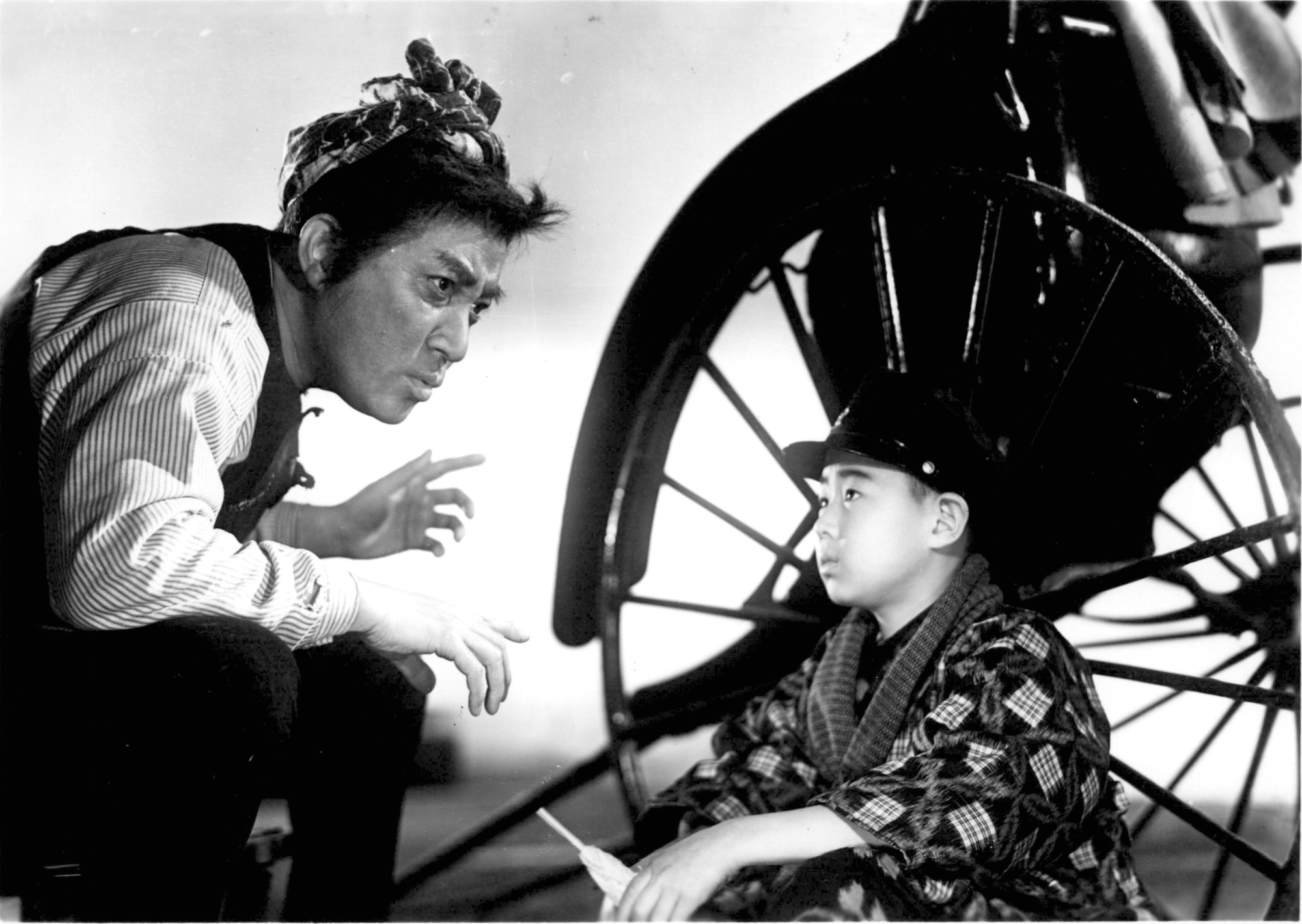
Tsumasaburō Bandō și Hiroyuki Nagato în filmul original Omul cu ricșa (1943).

Filmul original alb-negru Omul cu ricșa fusese realizat de Inagaki în studioul companiei Daiei și-l avusese ca interpret al rolului principal pe actorul Tsumasaburō Bandō (1901-1953), actor care jucase anterior rolurile unor samurai neînfricați în filmele jidaigeki și a cărui carieră a prefigurat-o în mai multe moduri pe cea a lui Toshirō Mifune. Scenariul filmului a fost publicat inițial în numărul din ianuarie 1942 al revistei Eiga Hyōron („Critica de film”), iar scenaristul Mansaku Itami a fost nevoit să modifice o parte a poveștii de dragoste înainte de a trimite versiunea finală a scenariului către cenzura oficială pentru a putea obține viza necesară.
Filmul a fost cenzurat în două rânduri: mai întâi în timpul războiului, când cenzorii japonezi de la Ministerul de Interne au considerat că povestea de dragoste dintre un om simplu și văduva unui ofițer are un potențial instigator și au eliminat confesiunea intensă a lui Matsugoro din finalul filmului și apoi în perioada Ocupației, când autoritățile de ocupație au tăiat scenele care prezentau celebrarea victoriei japoneze în Războiul Ruso-Japonez (1904-1905). Tăierea declarației de dragoste a personajului a făcut să apară o discontinuitate în coloana sonoră, care a fost remarcată de toți criticii de film din acea vreme.
Cu prilejul relansării filmului în 1946, autoritățile de ocupație - mai precis guvernul de ocupație american (SCAP) - au tăiat scenele care arătau celebrarea victoriei japoneze în Războiul Ruso-Japonez: prezența unui banner cu un slogan naționalist și un montaj cu colaje din articole de presă cu același subiect.
În ciuda cenzurării acestor secvențe, Omul cu ricșa a fost extrem de popular în timpul războiului pentru că a promovat virtuțile morale ale samurailor în rândul oamenilor simpli, ajutându-i astfel să depășească această perioadă social-economică foarte dificilă. El este considerat în prezent de numeroși critici drept cel mai bun film realizat de Inagaki în îndelungata sa carieră.

### Remake-ul color
Inagaki a realizat în 1958 un remake color al acestui film pentru compania Toho și l-a distribuit în rolul principal pe popularul actor Toshirō Mifune, care a jucat aici unul dintre cele mai faimoase roluri ale sale. Motivul refacerii acestui film l-a reprezentat, după cum scria criticul de film francez Max Tessier în cartea Images du cinéma japonais (1981), nemulțumirea cineastului față de cenzurarea strictă a filmului original și dorința sa de a realiza o versiune completă.
Filmul a fost produs de compania Toho, fiind filmat pe o peliculă Agfa Color, și are o durată de 103 minute. Lungimea peliculei este de 2.851 de metri. Remake-ul realizat de Inagaki conține majoritatea scenelor tăiate anterior la cererea Ministerului de Interne, dar reintroduce doar în mică parte scenele care arată celebrarea victoriei japoneze în Războiul Ruso-Japonez. Astfel, apare în această versiune doar un banner care anunță organizarea unei parade în cinstea victoriei, iar acest cadru scurt poate trece ușor neobservat. Muzica filmului a fost compusă de Ikuma Dan.
Toshirō Mifune, care se afla sub contract cu compania Toho, nu a putut refuza rolul, pe care l-a considerat ca o obligație nedorită. Într-un interviu acordat în 1967, el a mărturisit că nu i-a plăcut să joace în acest film, deoarece era conștient că publicul va compara interpretarea sa cu cea a predecesorului său, iar remake-ul va avea de suferit în urma comparației cu filmul original: „Nu am fost foarte mulțumit, dar eram sub contract cu studioul și trebuia să îndeplinesc anumite obligații. Nu-mi plac remake-urile deoarece spectatorii care au văzut versiunea originală o urmăresc apoi pe cea nouă, care pierde, de obicei, prin comparație... cel puțin din cauza faptului că trecerea timpului face ca totul să pară mai bun”.
Atitudinea actorului față de acest film este explicată astfel de criticul rus de film Inna Ghens (1928-2014), specialistă în cinematografia japoneză, în cartea Tosiro Mifune (Тосиро Мифунэ, Iskusstvo, Moscova, 1974, p. 61): „[...] Mifune și-a dezvoltat un puternic simț al autocriticii. Faima pe care a dobândit-o nu i-a luat mințile. Modestia sa naturală, care nu l-a părăsit de ani de zile, este exprimată în principal prin subestimarea a ceea ce a făcut.”

### Alte remake-uri
Ulterior, în anii 1960, au fost realizate ale două remake-uri cu același titlu: remake-ul lui Shinji Murayama din 1964, cu Rentarō Mikuni în rolul lui Matsugoro, și remake-ul lui Kenji Misumi din 1965, cu Shintarō Katsu în rolul principal. Remake-ul lui Misumi a fost realizat pentru compania Daiei, iar istoricul de film Stuart Galbraith IV afirmă că actorul Katsu, distribuit predominant în rolurile unor golani brutali, pe care publicul îi îndrăgea, părea să fi fost predestinat ca interpret al lui Matsugoro.

## Lansare
Omul cu ricșa a fost lansat oficial la 22 aprilie 1958 în Japonia, unde a fost distribuit de compania Toho. În septembrie 1958 a fost proiectat în concurs la Festivalul Internațional de Film de la Veneția, unde a câștigat trofeul Leul de Aur.
Filmul a fost prezentat la 11 noiembrie 1958 la Festivalul Internațional de Film de la San Francisco și a fost lansat în același an în Statele Unite ale Americii de Toho International Company, Ltd. sub titlul Muhomatsu, the Rikishaw Man, fiind vizionat într-o versiune subtitrată în limba engleză, cu o durată de 103 minute. Ulterior, el a fost proiectat cu ocazia redeschiderii festive a cinematografului Toho La Brea din Los Angeles la 3 august 1960, în prezența președintelui companiei Toho, Masashi Shimizu, a directorului departamentului internațional al companiei, Nagamasa Kawakita, și a actorilor Toshirō Mifune, Kumi Mizuno și Misao Kamijo.
Omul cu ricșa a fost lansat în Franța la 12 decembrie 1958, în Italia în 1959, în Argentina la 30 septembrie 1959, în Republica Federală Germania la 3 martie 1960, în Suedia la 24 octombrie 1960 și în Ungaria la 20 aprilie 1961. Spre deosebire de filmul original care avusese parte doar de vizionări restrânse în Occident, remake-ul color a fost distribuit pe scară largă în străinătate și a devenit disponibil ulterior pe casetă VHS, putând fi vizionat de un număr mai mare de cinefili.

## Recepție
Omul cu ricșa a avut parte de recenzii pozitive în principal datorită interpretării lui Toshirō Mifune și a câștigat trofeul Leul de Aur la Festivalul Internațional de Film de la Veneția în septembrie 1958. El s-a clasat pe locul 7 în topul celor mai bune filme japoneze ale anului 1958, realizat de revista Kinema Junpō, fără a câștiga însă vreun premiu.
În ciuda succesului critic obținut de film, criticii japonezi au afirmat inițial că remake-ul lui Inagaki nu este „la fel de bun ca originalul”, completând apoi că „Mifune nu este la fel de bun ca Bandō”. Motivele acestei comparații nefavorabile au fost credința criticilor autohtoni că filmele japoneze apreciate în Occident nu ar fi suficient de autentice, deosebirea dintre comportamentul energic și excesiv de entuziast al lui Mifune și comportamentul mai reținut și prin urmare mai convingător al lui Bandō, cu toate că ambii actori au redat adecvat integritatea morală a personajului, și calitatea artistică superioară a filmului alb-negru. Filmul original a fost considerat mai simplu și în același timp mai grațios, în timp ce remake-ul color avea decoruri excesiv de încărcate și o muzică prea jalnică. Criticul de film francez Jacques Lourcelles a scris că în versiunea din 1958 a filmului Omul cu ricșa „stilul actoricesc prea încântător și prea pitoresc al lui Toshirō Mifune nu permite ca figura lui Matsugoro [personajul principal al filmului] să fie dezvăluită la fel de bine ca în prima versiune”. În opinia criticului francez, remake-ul lui Inagaki a devenit mai încâlcit, mai neclar, mai demodat și mai puțin convingător decât versiunea originală.
Istoricul de film american Stuart Galbraith IV, specializat în cinematografia japoneză, a afirmat că Omul cu ricșa nu este unul dintre cele mai bune filme în care a jucat Toshirō Mifune, iar premierea filmului la Veneția dovedea că criticii de film europeni, într-un mod similar cu cei americani, înțelegeau insuficient cinematografia japoneză. Specialistul sus-menționat susținea că Omul cu ricșa este „un film colorat, montat elegant, cu decoruri executate minuțios și cu sute de figuranți în costume, evocând eficient acea perioadă” și cu o imagine „uneori destul de frumoasă”. Abordarea cinematografică a lui Inagaki este considerată însă „simplă și de modă veche” în special în secvențele care prezintă moartea lui Matsu. În acele secvențe apar clișeele (roțile ricșei arată trecerea timpului și se opresc atunci când Matsu moare), iar cadrele care prezintă înaintarea prin zăpadă a lui Matsugoro sunt completate cu „o secvență stranie” care încearcă să sondeze psihicul personajului, prin flashbackuri demonstrative cu imagini alternant pozitive și negative în care abundă baloane, confetti și panglici multicolore. Emoția produsă de moartea personajului este astfel disipată.
Enciclopedia cinematografică germană Lexikon des internationalen Films descrie astfel acest film: „Trăgătorul de ricșă aparent necioplit Matsu câștigă prietenia unui băiețel, al cărui tată bogat moare puțin mai târziu. Ani de zile Matsu a vegheat drumul în viață al protejatului său, tolerat și disprețuit în secret de văduvă, până când băiatul a crescut. Abia după moartea lui Matsu oamenii își dau seama de mărimea caracterului său. Un film japonez pe cât de emoționant, pe atât de poetic, cu un actor principal excepțional și cu imagini cotidiene vii din vremea vechii Japonii de dinaintea Primului Război Mondial.”.

## Adaptări
O manga realizată de artistul Hiroshi Asuna și inspirată din acest film a fost publicată de editura Shueisha din Tokio și serializată în trei numere (nr. 17, 18 și 19) ale revistei Weekly Shōnen Jump, care au apărut în perioada 8 septembrie - 13 octombrie 1969.